# Heinrich Christian Schumacher
Heinrich Christian Schumacher, född 3 september 1780 i Bramstedt, Holstein, död 28 december 1850 i Altona, var en dansk-tysk astronom.
Schumacher var först jurist, men övergick senare till astronomin, blev 1810 e.o. professor i Köpenhamn, 1813 direktör för observatoriet i Mannheim och 1815 ordinarie professor i Köpenhamn, en befattning som han behöll till sin död, trots att han aldrig skötte densamma, utan levde i Altona, där han av danske kungen utrustats med ett litet observatorium. 
Han erhöll en mängd utmärkelser från såväl Danmark som utlandet, däribland Royal Astronomical Societys guldmedalj 1829. Från 1827 var han ledamot av svenska Vetenskapsakademien. Schumacher utförde omfattande gradmätningsarbeten i Danmark samt utgav ett flertal astronomiska arbeten.
Av hans verk var särskilt Astronomische Hülfstafeln für Zeit- und Breitenbestimmungen (1820–1829) av stor praktisk användbarhet. Han uppsatte 1821 och utgav till sin död den stora och ansedda tidskriften "Astronomische Nachrichten". Under några år utgav han även "Astronomische Jahrbücher" (1836–1844).

## Utmärkelser
Asteroiden 5704 Schumacher är uppkallad efter honom.